# Gianbattista Gilli
Gianbattista Gilli (Pinerolo, 17 gennaio 1896 – Ivrea, 12 maggio 1971) è stato un ciclista su strada italiano.
Professionista negli anni 1920, non ottenne nessuna vittoria importante ma solo piazzamenti. Finì per tre volte nei primi dieci al Giro d'Italia: sesto nel 1924, ottavo nel 1925 e settimo nel 1926. Fu terzo nella Coppa Placci del 1925.

## Piazzamenti

### Grandi giri
- Giro d'Italia

1923: 24º
1924: 6º
1925: 8º
1926: 7º

### Classiche
- Milano-Sanremo

1924: 36º
1925: 15º
- Giro di Lombardia

1924: 21º
1926: 10º